# Cola porphyrantha
Cola porphyrantha là một loài thực vật có hoa thuộc họ Sterculiaceae.
Loài này chỉ có ở Kenya.